# زرنغلي رون (مارغون)
زرنغلي رون (بالفارسية: زرنگلی رون) هي قرية تقع في إيران في قسم مارغون الريفي. يقدر عدد سكانها بـ 92 نسمة بحسب إحصاء 2016.